# Лаки Поповски
Лаки (Нако) Поповски с псевдоним Качаки и Бомбаджията е български революционер, деец на Вътрешната македоно-одринска революционна организация.

## Биография
Лаки Поповски е роден в костурското село Смърдеш, тогава в Османската империя. Присъединява се към ВМОРО, разкрит е и в края на 1902 година е арестуван от турските власти. Освободен е скоро след това и към месец март 1903 година в къщата на Ильо Истанин организира нелегална бомболеярна за целите на организацията и същевременно е четник при Васил Чекаларов. Лаки Поповски е единственият специалист леяр на бомби в района по това време.
Загива в сражението при върховете Локвата и Виняри край Дъмбени на 31 май 1903 година. Лазар Поптрайков описва смъртта му в своята поема „Локвата и Виняри“:
| „ | Лаки Поповски съ маузеръ въ дѣсница стѫпва той гордо — сѫщъ яребица, за да покаже, че той не бѣга, отъ турски аскеръ той се не стяга. Още не бърза, за да не речатъ: бѣгаше бомбаджията страшенъ. Младость, надежди нему не прѣчатъ мъртавъ да падне гордъ, неуплашенъ. Но ... и той легна въ тази падина, отъ три куршуми смъртно пронизанъ. Падна, уви! тозъ майсторъ, загина, съ бомби що смаза врага залисанъ. | “ |